# Фибигр, Вальдемар
Вальдемар Фибигр (чеш. Waldemar Fibigr; 20 июня 1966, Пардубице, Восточночешский край — 21 октября 2022) — чешский гребец-каноист, выступал за сборные Чехословакии и Чехии в конце 1980-х — середине 1990-х годов. Участник двух летних Олимпийских игр, серебряный и дважды бронзовый призёр чемпионатов мира, победитель многих регат национального и международного значения.

## Биография
Вальдемар Фибигр родился 20 июня 1966 года в городе Пардубице. Активно заниматься греблей начал в раннем детстве, проходил подготовку в местном спортивном обществе «Динамо» и позже состоял в пражской «Дукле».
Первого серьёзного успеха на взрослом международном уровне добился в 1988 году, когда попал в основной состав чехословацкой национальной сборной и благодаря череде удачных выступлений удостоился права защищать честь страны на летних Олимпийских играх в Сеуле — стартовал в двойках вместе с напарником Томашем Кршиванеком на дистанции 1000 метров, но сумел дойти лишь до стадии полуфиналов. Будучи одним из лидеров гребной команды Чехословакии, благополучно прошёл квалификацию на Олимпийские игры 1992 года в Барселоне, где в паре с Яном Бартунеком стартовал в гонке двухместных экипажей на дистанции 500 метров — дошёл до финала, но в решающем заезде показал лишь восьмой результат.
После распада Чехословакии Фибигр стал выступать за сборную Чехии и продолжил принимать участие в крупнейших международных регатах. Так, в 1993 году он побывал на чемпионате мира в Копенгагене, откуда привёз награду бронзового достоинства, выигранную в зачёте четырёхместных каноэ на пятистах метрах. Год спустя выступил на мировом первенстве в Мехико, где стал бронзовым призёром в четвёрках на пятистах метрах. Ещё через год на аналогичных соревнованиях в немецком Дуйсбурге добавил в послужной список серебряную медаль, полученную в двухсотметровой программе четвёрок. Вскоре по окончании этих соревнований принял решение завершить карьеру профессионального спортсмена, уступив место в сборной молодым чешским гребцам.